# Portimão
Portimão (puɾ.ti.'mɐ̃w̃) è un comune portoghese di 55 614 abitanti situato nel distretto di Faro sull'estuario del rio Arade.

## Descrizione
Già insediamento romano col nome di Portus Magnus, oggi è la seconda città per popolazione (dopo Faro) dell'Algarve (l'araba Al-Gharb, cioè "giardino dell'Occidente"), regione che per la mitezza del clima e il bel litorale è frequentatissima dai turisti che affollano le strade del centro di Portimâo con i negozi per lo shopping. È un attivo porto di pesca e sede di industrie conserviere del pesce. Il porto è il centro attivo della città con numerosi ristoranti che offrono le sardine alla brace, specialità gastronomica locale. Poche sono le tracce di edifici antichi perché la città fu distrutta dal catastrofico terremoto del 1755 e ricostruita senza volere rifare le vecchie costruzioni. 
Soltanto l'Igreja Matriz conserva il portale gotico dell'antica chiesa. Sulle rive destra e sinistra dell'estuario del fiume sorgono i due forti di Santa Catarina e São João.
A 2 km a sud si trova la località turistica di Praia da Rocha, nata nella prima metà del secolo scorso come esclusiva località balneare amata da intellettuali e scrittori inglesi, che si è poi sviluppata rapidamente negli anni successivi lungo il litorale attorno a spiagge intervallate da formazioni rocciose.
Sulle colline dell'entroterra di Portimão si trovano a 11 km Caldas de Monchique, rinomato centro termale, e a 17 km Monchique, ai piedi della Serra de Monchique, area montana di origine vulcanica ricca di acque e di vegetazione di tipo sia mediterraneo che tropicale. Il comune ospita anche l'Autódromo Internacional do Algarve, sede del Gran Premio del Portogallo di Formula 1.

## Freguesias
- Alvor
- Mexilhoeira Grande

## Infrastrutture e trasporti

### Strade
La principale via d'accesso a Portimão è l'Autoestrada A22, un'autostrada che attraversa longitudinalmente la regione dell'Algarve da ovest a est. 

### Ferrovie
La stazione di Portimão è situata lungo la Ferrovia dell'Algarve, una linea ferroviaria che attraversa l'Algarve da Lagos alla frontiera spagnola.